# Alpha Chiang
Alpha Chung-i Chiang (nacido en 1927) es un economista matemático estadounidense, profesor emérito de economía de la Universidad de Connecticut y el autor del quizás más conocido libro de texto de economía matemática: Métodos fundamentales de la economía matemática.
Chiang realizó estudios de pregrado en la Universidad de St. John, Shanghái en 1946, una maestría en 1948 la Universidad de Colorado,y un doctorado en 1954 en la Universidad de Columbia.
Enseñó en la Universidad de Denison en Ohio desde 1954 hasta 1964, sirviendo como decano del Departamento de Economía en sus últimos tres años allí. Luego se unió a la Universidad de Connecticut como profesor de economía en el año1964. Enseñó por 28 años en la Universidad de Connecticut, convirtiéndose en 1992 en profesor emérito de economía. También ocupó el cargo de profesor visitante en New Asia College (Hong Kong), en la universidad de Cornell, en el Lingnan College (Hong Kong) y en la Helsinki School of Economics and Business Administration. 
Casado con Emily Chiang, tiene un hijo, Darryl, y una hija, Tracey. Sus intereses extracurriculares incluyen bailes de salón, ópera china, pintura/caligrafía china, fotografía y piano. Una composición de música de piano suya aparece en el CD "Ballades & Ballads" de Tammy Lum (2015). 

## Obras
- Chiang, AC, (1967). Métodos fundamentales de economía matemática. McGraw-Hill, Nueva York.
- Chiang, AC (1992). Elementos de optimización dinámica. McGraw-Hill, Nueva York.